# 대한민국의 사회 보장
다음은 대한민국의 사회보장에 관한 설명이다.

## 개요
대한민국에 사회보장개념이 도입된 것은 극히 최근의 일이며, 아직 유아기에 있다고 할 수 있다. 사회보장제도는 대한민국의 산물이 아니라, 19세기 초에 서구에서 공업화에 따라 대두된 정규 임금노동자의 보호라는 사회경제적 여건하에서 특수하게 탄생된 역사적 산물이기 때문이다. 따라서 대한민국의 사회보장제도를 고찰함에 있어서는 먼저 대한민국 고유의 경제사회적 변천사와 역사적 배경의 이해가 필요하다 
대한민국은 다른 여러 개발도상국과 마찬가지로 산업화와 그에 따른 도시경제로의 전환이 뒤늦었던 관계로, 20세기 초엽까지는 농촌경제체제가 지배적이었고 가족이 중요한 생산단위가 되어 각자의 물질적 필요를 충족하였으며, 또한 물물교환이 큰 구실을 하는 미분화 상태의 사회경제체제여서 사람들은 사회적 위험에 당면하게 될 때 주로 가부장적인 대가족제도를 중심으로 씨족 또는 부락공동체 내의 상부상조에 의하여 소극적으로 대처하여 왔다. 또한 사회는 유교사상에 기초한 소위 공동사회(Gemeinschaft)의 특성이 지배하였기 때문에 합리적인 이익추구가 결여된 채 자연경제를 위한 용구적(用具的) 문화와 양반계급층을 위한 규범적 문화가 지배적이었다. 이에 따라 자연에 대립하는 공동체의식과 양반층을 위한 신분적 관습이 특출한 양상을 보였으며, 또한 교통통신의 미발달과 농촌경제 때문에 생활권이 한정되어 있고, 봉쇄적인 생활태도와 상호부조의 연대의식이 발달하였다. 이러한 전통적인 사회경제적 여건하에서 기초적인 사회적 사고는 근대적 의미의 사회적 위험과 같은 심각한 의미를 지니는 것이 아니었고, 그 사회 자체 내에서 해결될 수 있었으며, 기껏해야 이웃이나 봉건적 주인 또는 국가의 자비심에 입각한 소극적인 구제가 있었을 뿐이다. 그러다가 광복 이후 정부가 수립된 이래 미처 근대 민주국가로서의 기반이 다져지기도 전에 6·25전쟁이란 소용돌이 속에 휘말려야 했고, 이때부터 급속하게 서양문화가 분별없이 유입되고 가치와 윤리의 혼미 속에 전쟁재해에 대한 구제책이 시급한 사회적 문제로 대두되어 무상원조에 의한 구호활동이 전개되었다.이러한 대한민국 고유의 역사적 배경 속에서 근대적 사회보장은 그 모습을 드러내지 않고 있다가, 그 후 5·16 군사정변을 분수령으로 하여 산업화·도시화가 급속히 진행됨에 따라 사회·경제 및 정치적 요인이 함께 작용하여 본격적인 제도 성립이 추진되게 되었다. 이와 같은 전환기에 각종의 전통적인 가치제도와의 마찰 밑에서 조속한 사회 경제발전을 기대하고 있는 대한민국은, 전통적인 사회구조 안에서 정체적인 제조건에 부합하는 각종의 사회적 구제책만이 비효과적이나마 단편적으로 산재하고 있었던 것을 단기간내에 급속한 공업화·도시화와 부합하는 서구적 이념의 사회보장으로 정비·확충하게 된 것이다.이와 같은 배경에서 파악할 때 대한민국의 고유한 사회보장이란 무엇인가? 이 문제는 참으로 어려운 문제이기 때문에 여러 가지 의견이 있을 수 있다. 이웃나라 일본에서는 선진국으로서 일찍이 사회보장제도를 도입하여 상당히 광의의 정의를 내리고 있는 것을 볼 수 있는데, 예컨대 1950년 일본의 사회보장제도심의회에서 행한 '사회보장에 관한 권고' 가운데서는 사회보장을 다음과 같이 규정하고 있다. 즉, '소위 사회보장제도라 함은 질병·부상·분만·폐질·사망·노령·실업·다자(多子) 기타 곤궁의 원인에 대해 보험적 방법 또는 직접적 공부담으로써 경제보장의 길을 강구하여 생활곤궁에 빠진 자에 대해서는 국가보조로서 최저한도의 생활을 보장함과 동시에 공중위생과 사회복지의 향상을 도모하여 모든 국민이 문화사회의 성원으로서 생활을 영위할 수 있도록 함을 말한다'라고 하였다.한국의 경우도 이 광의의 포괄적인 내용으로 정의할 수 있으나 이러한 여러 시책들은 사회개발이란 국가의 계획사업 또는 그 행정시책의 레벨로 이해하는 것이 현단계에서 타당하다고 볼 수 있다. 또한 전술한 바와 같이 대한민국의 특수한 역사적 배경으로부터 비롯한, 우발적·단편적인 구호 쪽에 치중하여 발전해 온 공적 부조와 최근 국가개발계획과 더불어 생성해 온 각종 공제조합과 사회보험, 각종 고용주위임방안 또는 고용주책임법 및 퇴직금제도 등을 포함하는 생활보장의 한 제도로서 대한민국 사회보장을 파악하는 것도 유용할 것 같다.한국의 '사회보장에 관한 법률' 제2조에는 사회보장의 정의를 다음과 같이 내리고 있다. 즉, 사회보장이라 함은 사회보장에 의한 제급여와 무상으로 행하는 공적 부조를 말한다. 여기에서 말하는 '사회보장에 의한 제급여' 속에서는 공적 부조도 포함되므로 이는 모순이 있는데, 그렇다고 장래의 보다 포괄적 사회보장을 함축적으로 지칭하고자 한다 해도 애매하고 적절치 못한 것 같다. 따라서 대한민국의 사회보장 역시 생활보장의 한 제도로서 노령·폐질·사망·출산·질병·상해·실업·상병 등의 사회적으로 정형화된 사고로 인한 생활곤난을 예방하고 구제하기 위한 경제(소득)보장이라고 보고, 현단계에서는 공적 부조와 사회보험을 중심으로 한 의료마련과 소득보장의 공적 제도가 개인복지와 경제개발 및 사회전체의 안정에 불가결한 것이라 말할 수 있다.

## 목적
대한민국의 사회보장은 5·16 이후의 국가개발계획과 더불어 나타난 급속한 사회·경제적 변화와 그에 따른 정책적 고려하에 비로소 중요한 의미를 갖게 되었으며 또한 그것이 가능한 바탕을 마련할 수 있게 되어  본격적 제도 수립을 추진하게 된 것이다. 즉, 급속한 산업화와 이에 따른 도시화폐경제의 발전에 따라 근로자의 질병·상해·노령·폐질·사망·실업·분만 등과 같은 사회적 사고로 인한 빈곤위험이 직접적이고도 심각하게 되었으며, 개인적 수준에서의 검약에 의한 저축이나, 친척 또는 친지로부터의 차용, 그리고 부분적이나마 해결방안을 마련해 주던 대가족제는 도시화·사회적 조직 및 환경의 변천, 그리고 점증하는 인구이동에 따라 차차 그 효력을 잃게 되어 이것들을 사회문제로 전가시켰다. 또한 부유한 자선가, 교회나 관련기관, 계(契)나 공제조합 같은 근로자조직체, 생명보험과 같은 각종 사보험, 그리고 퇴직금제도와 같은 것이 어느 정도의 보호조치를 마련해 주면서 아직까지는 중요한 역할을 하고 있으나, 그 중요성은 불가피하게 차츰 감소되어 가고 있다. 따라서 가장 강력한 소득보장 방안으로서의 사회보험이 공적 부조와 병행하여 국가개발계획의 일환으로서 계획·추진되지 않으면 안 되게 되었으며, 국민보건·직업훈련·인력보존 등등의 경제개발 측면의 요소에 보다 강조점을 두면서 제반 관련 사회복지시책에도 배려하여 사회개발계획의 중요한 부문으로서 취급되게 된 것이다.이에 따라 현재의 사회보장은 근로자 뿐만 아니라 전국민에 대한 소득보장 및 의료보호의 포괄적인 체제로서 다음과 같은 목적을 갖는다. 즉, (1) 의료와 가족수당의 마련은 물론 본인의 과오없이 질병·상해·실업·폐질·노령 및 사망으로 인하여 일시적인 또는 영구적인 소득 상실을 야기하는 모든 위험을 포괄적이고 균형있게 보호하는 것, (2) 이러한 보호조치를 필요로 하는 모든 성인과 그 부양가족에게 확장하는 것, (3) 사회적으로 수락할 수 있는 생활수준을 유지하기에 족하고 또 일정한 법적 권리로서 수여받는 제반 급여의 보증, (4) 피보호자들의 마음 속에 그들이 받는 제(諸)급여의 비용으로서 정당하다는 생각을 갖게 하는 방법으로 재정조달을 하고, 따라서 빈부간·남녀간·활동인구와 비활동인구간, 그리고 건강한 자와 병약자간에 사회연대책임원칙의 광범한 적용을 유발토록 하는 것 등이 일반적으로 지적되고 있다.

## 역사
사회보장이라는 근대적인 생활보장제도가 대한민국에 도입되기 이전의 각종 위험에 대처해 온 역사는 그 태초까지 소급된다고 볼 수 있다. 즉, 역사의 시초부터 야수·추위·기근과 한발, 그리고 외부 인간들로부터의 중대한 외계적·물질적 위험에 대응하여 자신·가족·공동사회 및 국가를 위한 투쟁을 계속해왔다고 하겠다. 이러한 역사의 장구한 기간에 걸쳐서 가족이 한 덩어리가 되어 생산활동과 보호대책을 함께 추구해 왔으며, 이러한 과정에 따라 촌락·읍락·도시·지방·국가로 진화되어 왔다. 상기한 외부적·물질적 보장에 대한 위험은 지혜의 발달에 따라 점차 감소되어 갔으나, 오늘날까지도 대한민국의 많은 국민들은 의·식·주와 같은 기본적인 인간적 필요에 대한 진정한 보장(security)을 거의 얻지 못하고 있는 실정이라 하겠다. 그러나 자선적인 또는 은혜적 사회부조 형태로 국가단위에서 빈곤구제를 해 준 역사는 상당히 오래 전부터여서, 삼국시대에는 구휼(救恤)사업으로서, 천재지변에 의한 흉작으로 백성들이 기아상태에 빠질 때 국고의 비축양곡을 풀어 백성들을 구했다는 기록이 있으며, 고려시대의 구제제도로는 사면지제(思免之制)와 재면지제(災免之制)라는 것이 있어 흉년과 여러 가지 재해에 대비한 각종 구제책과 평상시에 생계를 자력으로 유지할 수 없는 자에 대한 구휼제(救恤制)를 실시했다고 한다. 또한 조선시대의 민생구휼로서는 굶주린 백성의 구제를 맡아 보살피는 국가기관으로 구황청(救荒廳) 등이 있었다 하며, 그 후 1911년 6월 조선총독령으로 제생원(濟生院)을 설치했다는 기록이 있다. 다음으로 대한민국에서 최초로 초보 형태의 사회보장제도라고 할 수 있는 것이 법제적으로 시행된 것은 1944년 3월 1일 일제하에서 조선총독부에 의하여 공포·실시되었던 전문 33조의 '조선구호령(朝鮮救護令)'에 의한 것이었다. 이것은 13세 이하의 유아와 임산부가 빈곤해서 생활을 할 수 없을 때 국가보조를 해주고자 한 제도로서. 이것이 1961년에 '생활보호법'이 제정되기까지의 대한민국의 공적(公的)인 부조를 맡아온 기본법이었다고 할 수 있다. 그러나 이것은 일본의 식민정책의 일환으로 실시된 것이었고, 그 실질적인 효과를 보지 못한 가운데 광복을 맞이하였다. 광복 후 극도의 사회·경제적 혼란 속에서 대량의 요구호 대상자가 발생하여 당시 미(美)군정에 의해 실시된 긴급구호대책이 생활필수품을 위주로 한 소비물자를 공급하여 긴급구호에 크게 기여하였다. 1948년 한국정부가 수립됨에 따라 정부는 미군정으로부터 모든 행정권을 이양받게 되었으며, 따라서 엄격한 의미에서 한국의 사회보장제도가 자율적으로 법적 기초를 갖추게 된 것은 이때부터라고 할 수 있다. 정부수립과 더불어 시행된 구헌법은 자유민주주의적인 근대국가의 이념에 입각하여 국민의 생존권에 대한 국가책임을 인식한 것으로, 그 제2장 제19조에 '생활무능력자에 대한 보호'를 규정하여 '노령·질병 기타 근로능력의 상실로 인하여 생활유지의 능력이 없는 자는 법률이 정하는 바에 의하여 국가의 보호를 받는다'라고 하였다. 그러나 정부수립에 따른 정치·사회적인 정비작업이 완수되기도 전에 6·25전쟁이 발생하여, 사회보장적 제활동은 정지된 채 대량의 전재민(戰災民)이 요구호 대상자로 나타나 그 구제가 시급하였으며, 이에 미국의 무상원조를 비롯한 유엔 각국의 원조물자에 의한 긴급구호활동이 있었을 뿐, 제도적인 사회보장활동이란 거의 찾아볼 수 없었다. 그 후 1953년 5월 10일 법률 제286호로 '근로기준법'이 제정·공포되어 산업화의 진행에 따른 근로자 보호를 제도화하였으며 그 제28조에 퇴직금제도를 명시하여 고용주 책임제의 사회보장방안이 그 기반을 구축하게 되었다. 신헌법 제2장 제30조에는 '사회보장'에 관한 규정을 두어 제반 사회보장시책의 적극적 기틀을 마련해 놓고 있으나, 상기한 바와 같은 여러 가지 어려운 사회경제적 여건으로 인해 5·16 군사정변 이전에는 구체적으로 제도화되어 실질적 효과를 거둔 예는 찾아보기 어렵다.

## 5·16 이후의 사회보장제도
위와 같은 대한민국의 고유한 역사적 배경 속에서 근대적 사회보장은 그 모습을 드러내지 않다가 특히 5·16 군사정변을 분수령으로 하여 산업화·도시화가 급속히 진행됨에 따라 사회·경제 및 정치적 요인이 함께 작용하여 본격적인 제도수립이 추진되게 되었다. 즉 60년대 초부터 국가개발에 대한 계획적인 적극적 노력과 더불어 제반 제도적인 사회보장체제 확립이 이루어지게 되었는데, 이것은 대한민국의 사회·경제 및 정치적 측면에서 이 사회보장에 대한 요구가 실체화될 필요성이 생겼고, 또 초보형태이지만 그것이 가능하였기 때문이다. 이와 같이 전환기에 처하여 각종의 전통적인 가치제도와의 마찰 속에서 조속한 사회경제발전을 기대하고 있는 대한민국은 전통적인 사회구조 안에서 정체적인 제조건에 부합하는 각종의 사회적 구제책만이 비효과적이나마 단편적으로 산재하고 있었던 것을 단기간 내에 급속한 공업화·도시화와 부합하는 서구적 이념의 사회보장으로 정비, 확충하게 된 것이다. 따라서 이 시기에(60년대) 사회보장과 사회복지향상을 위하여 역사상 가장 많은 각종의 제도적 마련이 있었던 바, 사회보장에 관련한 사회시책으로서 근로자가 그의 능력에 적합한 직업에 취업할 수 있는 기회를 제공하고 유휴노동력의 생산화와 국민생활의 안정을 기하기 위하여 1961년 12월 16일 '직업안정법'을 제정하고, 1963년 4월 17일에는 근로자들의 단체교섭으로 노동조건을 개선함으로써 그들의 경제적·사회적 지위를 향상시키고자 '노동안정법'을 제정하는 등의 산업근로자복지를 위한 관계입법이 확립되었다. 공적 부조(public assistance) 부문의 제도로서는, 1961년 12월 30일에 '생활보호법'을 제정하여 노령·질병 기타 근로능력의 상실로 인하여 생활유지의 능력이 없는 자에 대한 보호와 그 방법을 규정하였으며, 1961년 11월 1일에 '군사원호보상법'을 마련하여 원호대책을 확립하였고, '국가유공자 및 월남귀순자 특별보호법'(1962년 4월 16일)을 제정하였다. 그리고 비상재해가 발생하였을 때에 응급적인 구호활동을 하도록 하기 위하여 '재해구호법(1962. 3. 30)'을 마련하였으며, 1965년의 '자활지도사업 임시조치법'에 의해서 상당한 규모로 실시되어 온 자조근로사업 등은 모두 공적 부조의 성격을 띤 사회보장사업들이다.이와 같이 60년대 이전까지는 여러 가지 경제적, 사회적 난관 속에서 전통적인 사회구조와 정체적인 제조건에 부합하는 각종 임기응변식의 사회부조적인 구제책이 비효과적이나마 단편적·산발적으로 이루어져 온 것이 대종을 이루었다.사회복지사업 부문에서는 아동이 그 보호자로부터 유실·유기 또는 이탈되었을 경우, 그 보호자가 육성하기에 부적당하거나 양육할 수 없는 경우, 아동의 건전한 출생을 기할 수 없는 경우, 또는 기타의 경우에 아동이 건전하고 행복하게 육성되도록 그 복리를 보장하기 위하여서 1961년 12월 30일에 '아동복리법'을 제정하였으며, 1961년 11월 9일엔 '윤락행위 등 방지법' 제정이 있었다. 또한 1970년 1월 1일에는 '사회복지사업법'의 마련으로 좀더 포괄적인 '사회복지사업'에 관한 기본적 사항을 규정하여 그 운영의 공정·적절을 기함으로써 사회복지의 증진을 도모하고자 하였다.사회보험 부문에서는 1960년 초의 특수직역(特殊職域)을 대상으로 한 사회보험제도인 '공무원연금법'의 도입을 효시로 하여, 1962년의 '선원보험법'(미실시)과 1963년 '군인연금법'. '산업재해보상보험법', '의료보험법'이 속속 법제화되었다. 또한 동년 11월 5일에는 '사회보장에 관한 법률'이 제정되어 서구보다 100여 년이 뒤떨어지기는 하였지만, 사회보험을 중심으로 한 근대적 의미의 사회보장제도의 확립과 그 효율적 발전을 도모하도록 하였고, 이를 위하여 보건복지부(구 보사부)에 사회보장 심의의원회를 설치하고 사회보장에 관한 여러 문제를 조사·연구하도록 하여 하나의 큰 전기를 마련하였다. 1970년대에 들어와서는 1972년 말에 개정된 헌법에서 사회보장과 사회복지에 대한 국가의 책무(責務)를 한층 명백히 규정하여 그 제30조에 1) 모든 국민은 인간다운 생활을 할 권리를 가진다. 2) 국가는 사회보장의 증진에 노력하여야 한다. 3) 생활능력이 없는 국민은 법률이 정하는 바에 의하여 국가의 보호를 받는다라고 명시하였다. 이러한 헌법정신에 따라 1973년 말에 '국민복지연금법'과 '사립학교 교원연금법'이 제정되었으나, 전자는 아직까지 시행되지 못하고 있고, 후자는 1975년 초부터 시행되어 사회보장의 일보 진전을 이루었다. 또한 1977년 초부터는 의료보호제도(의료부조, medical assistance)를 도입하여 생활무능력자(시행 초 32만명)에 대하여는 제1차 및 제2차 진료를 전액 국가부담으로 하여 주고, 저소득자(영세민으로 시행 초 172만명)에 대하여는 제1차 진료(외래)는 전액 국가부담, 제2차 진료(입원)는 진료비의 30%를 국가부담으로, 나머지 70%는 국가에서 대신 지불한 후 1-3년내 분할상환토록 하였으며, 동년 7월 1일부터는 그동안 시범사업으로 지지부진하던 의료보험사업을 새로운 법적 제도정비를 단행하여 그 본격적 실시에 들어갔으며 우선 500인 이상 상용(常傭) 사업체의 피고용자에게 의료보험조합방식으로 적용하게 되었다. 이와 같이 한국의 사회보장제도는 5·16 이후 국가개발계획의 적극적 추진과 더불어 급속히 변천하게 된 제반 사정 속에서 각종 사회보장적 입법이 점차적으로 확충, 발전하게 되었던 것이다. 그래서 적어도 제도적으로는 현재 한국의 사회보장도 상당한 발전을 보였다고 하겠으나, 그 실질적인 내용면에 있어서는 미약하고 급속한 경제성장에 비하여 상대적으로 매우 부진하였으며, 따라서 선진국의 사회보장과 비등한 역할을 담당하기에는 아직도 요원한 실정이다. 또한 몇몇 제도를 제외하고는 그 기본적인 기능도 충분히 발휘하지 못하고 있어 대한민국의 사회보장은 수많은 난제를 안고 내일의 복지국가 실현을 위하여 진통하고 있다.